# In the Closet
In the Closet er en sang fra Michael Jacksons album Dangerous fra 1991.

## Musikvideoen
Musikvideoen til In the Closet er filmet sammen med modellen Naomi Campbell. Sangen og musikvideoen handler om seksuelt begær og udkom på et tidspunkt, hvor det var vigtigt for Jackson at vise sin seksualitet.[kilde mangler]
| Musik | Spire Denne musikartikel er en spire som bør udbygges. Du er velkommen til at hjælpe Wikipedia ved at udvide den. |